# Teté Espinoza
Teté Espinoza es una actriz mexicana.

## Biografía y carrera
Espinoza nació en Veracruz, México. Tras titularse en la Facultad de Teatro de la Universidad de Xalapa, inició su carrera como actriz a comienzos de la década de 2000 en la compañía de teatro de dicha institución. En 2014 se trasladó a la capital mexicana para continuar con su carrera en la actuación. En 2017 integró el elenco de la serie de televisión El Chapo, producción estadounidense de Netflix y Univisión basada en la vida del reconocido capo de la mafia Joaquín Guzmán Loera. En la serie interpreta a Chío, un personaje muy cercano al protagonista. Ese mismo año protragonizó un corto dirigido por Marion Foucher titulado Apnea, donde compartió reparto con los actores Guillermo Nava, Luis Eduardo Yee y Majo Vallejo. En 2018 participó en otro cortometraje titulado Acá en la tierra, dirigido por Rebeca Trejo y protagonizado junto a la actriz Karina Gidi.

## Filmografía

### Películas
| Año  | Título            | Papel        | Notas         |
| ---- | ----------------- | ------------ | ------------- |
| 2017 | Apnea             | Paloma       | Cortometraje  |
| 2018 | Acá en la tierra  | Madre de Sam |               |
| 2020 | Piedad            | Madre        | Cortometraje  |
| 2023 | La gran seducción | María        | No acreditada |

### Televisión
| Año       | Título             | Papel      |
| --------- | ------------------ | ---------- |
| 2017      | El Chapo           | Chío       |
| 2018      | Narcos: México     |            |
| 2018      | Falco              | Carla Vega |
| 2019      | Tijuana            | Malú       |
| 2023-2024 | Ojitos de huevo    |            |
| 2024      | El secreto del río | Ana        |